# قطعنامه ۱۶۰۹ شورای امنیت
قطعنامه  ۱۶۰۹ شورای امنیت سازمان ملل متحد که در تاریخ ۲۴ ژوئن ۲۰۰۵ تصویب شد، سندی بین‌المللی دربارهٔ بررسی وضعیت در ساحل عاج است. این قطعنامه طی نشست ۵۲۱۳ام با ۱۵ رای موافق، ۰ مخالف و ۰ ممتنع تصویب شد.